# Митна пристань у Венеції (Каналетто)
«Митна пристань у Венеції» (італ. La dogana a Venezia) — картина італійського живописця Каналетто (1697—1768), майстра архітектурного пейзажу (ведути). Створена приблизно між 1724 та 1730 роками. Зберігається у колекції Музею історії мистецтв у Відні (інв. №GG 6331).

## Опис
Полотно походить із серії ведут, що були придбані у 1740 році принцом Йосифом Венцлавом Ліхтенштейнським. Картина була придбана музеєм у 1918 році.
На ведуті зображена митна пристань Пунта-делла-Догана у Венеції, з протилежного боку острів Джудекка та церква Ле-Дзітелле (приписуєтся архітектору Андреа Палладіо). Колір, нанесений дрібними дотиками білого та вохри, створює чисте і розсіяне сонячне освітлення. Завдяки майстерному володінню технікою, художник відтворює різноманіття та красу архітектури, прозорість води і неба. Художник захоплює своїм живописом, який передає глибину простору, бездоганну перспективу та ідеальне освітлення у дусі просвітницьких ідей.
В картині Каналетто досягає незвичного сприйняття: точка стику у перспективі на горизонті не віддаляє на відстані палаци, канали, а, ніби, підштовхує їх на передній план до глядача. Разом з цим атфосфера лагуни, яка розмиває контури речей, створює розсіяне освітлення.